# Cornelis Sweris
Cornelis Sweris (Baarn, 29 april 1877 – Den Haag, 6 januari 1942) was een Nederlands makelaar en architect. 

## Biografie
Hij is de zoon van bouwexploitant en architect Hendrik Sweris en Antje Vis. Vanaf 1901 nam Cornelis Sweris het ontwerpen over van zijn vader. Diens bedrijf had zich sinds eind negentiende eeuw gericht op de ontwikkeling van een villabouwproject in westelijk Baarn, het latere Wilhelminapark. Sweris woonde in de buurt van het treinstation, aan de Oude Utrechtseweg in Baarn. Aan deze weg bezat hij de stoomtimmerfabriek 'Eemland'. In 1904 ontwierp Cornelis villa Rutgers van Rozenburglaan 2 voor zijn vader H. Sweris. Op 27 mei 1908 werden de woning en de timmerfabriek te koop aangeboden. Naast woning, kantoor en machinerieën bestaande uit: Het kapitale fabrieksgebouw met machinekamer, ketelhuis, droogkamers, loods en een terrein van 26 aren en 61 centiaren.
De nadruk kwam in de loop der jaren meer te liggen op de woningbureau (makelaardij) en aanbestedingen van kavels. In 1912 bouwde Cornelis voor zichzelf en zijn vrouw J.E. Schröder villa "Oranjehof" aan de Spoorstraat in Soest (later hoek prins Hendriklaan/prins Bernhardlaan).
Sweris had tweemaal met brand te maken. In 1911 brandde de oude stoomtimmerfabriek Schuss en Graftdijk af die Sweris voor een gedeelte als timmerwerkplaats en kantoor gebruikte. In 1914 ontstond er nogmaals brand, daarbij werd de timmerwerkplaats met houtmagazijn aan de Oude Utrechtseweg door brand verwoest. Deze keer waren de panden verzekerd.
In 1919 werd hij benoemd in de gezondheidscommissie voor Baarn.

## Architect
Van zijn hand zijn de villa's:
Baarn
- Emmalaan 3 (1913)
- Woelwijck - Emmalaan 5 (1913)
- Villa Medan- Julianalaan 6 (1913)
- Amsterdamsestraatweg 40 (1912)
- Emmalaan 12 (1911)
- Gerrit van der Veenlaan 14 (1910)
- Amsterdamsestraatweg 37 (1908)
- Parkwachterswoning Cantonspark (1905)
- Villa Gerarda - Kampstraat 12a (1904)
- Van der Heijdenlaan 8 (1904)
- Wilhelminalaan 12 (1904)
- Rutgers van Rozenburglaan 2 (1904)
- Amsterdamsestraatweg 39 (1904)
- Villa Helvetia - De Beaufortlaan 4 (1902)
- schuitenhuis Baarnse Dijk[7]

Soesterberg
- Egghermonde - Banninkstraat 6 (1913)
- Burgerwoning Egghermonde - Banninkstraat 8 (1913)

Soest
- villa Oranjehof - In 1912 gebouwd voor hemzelf aan de Spoorstraat, later hoek prins Hendriklaan/prins Bernhardlaan.[2]